# Корпорација Унион бенкинг
Корпорација „Унион бенкинг“ је била банкарска корпорација у САД, чију имовину је држава конфисковала током Другог свјетског рата на основу закона о трговини са непријатељем и по извршном налогу бр. 9095. Компанијом је углавном управљала породица Хариман, а потпредсједник и један од оснивача и управника био је Прескот Буш, дјед доскорашњег америчког предсједника Џорџа В. Буша и отац такође бившег америчког предсједника Џорџа Х. В. Буша.

## Дјеловање
Компанија је основана за управљање инвестицијама нациста у Сједињеним Америчким Државама. Била је укључена у илегално кредитирање њемачких компанија и незаконите продаје бензина њемачком ваздухопловству (Луфтвафе) за вријеме Другог свјетског рата.
По извјештају надзорника Федералног уреда за инострану имовину од 5. октобра 1942. године, корпорација је била „уско повезана“ са њемачким конгломератом „Јунајтид стил воркс“ (енгл. United Steel Works). По извјештају уреда, „Јунајтид стил воркс“, у власништву Фрица Тисена (њем. Fritz Thyssen), и његовог брата, Хајнриха Тисен-Борнемише (њем. Heinrich Thyssen-Bornemisza), представљала је само један дио њиховог пословног и финансијског царства. „Припадник непријатељског народа“, Фриц Тисен, био је њемачки бизнисмен у пословима са челиком и подржавалац њемачке нацистичке партије током њеног раног дјеловања од 1923. Тисен је раскрстио са нацистима 1938. и био у затвору од 1941. до 1945. Укидање његовог њемачког држављанства наредио је лично Хитлер 1940. Сву његову имовину нацисти су конфисковали 1939.

## Историја
Корпорација „Унион бенкинг“ је основана у августу 1924. године, са централом Бродвеју бр. 39 у Њујорку. Оснивачи банке, поред Корнелиса Ливенса као предсједника, били су сљедећи:
- Прескот Буш, службеник из компаније „В. А. Хариман енд компани“, отац Џорџа Х. В. Буша и дјед Џорџа В. Буша
- Јохан Г. Гренингер из Ротердама
- Е. Роланд Хариман, брат и пословни партнер В. Ејверела Харимана.
- Х. Џ. Ковенховен, управник банке „Банк фор хандел ен шепварт“ из Ротердама
- Семјуел Ф. Прајор, предсједавајући извршног комитета компаније „Ремингтон армс“ (америчке компаније за производњу оружја)
- Џ. П. Рипли, службеник из компаније „В. А. Хариман енд компани“
- Џ. Д. Сојер, службеник из компаније „В. А. Хариман енд компани“